# Буромка (Полтавская область)
Буромка (укр. Бурімка) — село, Степановский сельский совет, Кременчугский район, Полтавская область, Украина.
Код КОАТУУ — 5324587203. Население по переписи 2001 года составляло 411 человек.

## Географическое положение
Село находится на правом берегу реки Кривая Руда, ниже по течению примыкает село Степановка, выше по течению и на противоположном берегу — село Кривая Руда.
Река в этом месте пересыхает, на ней сделано несколько запруд.

## История
С 1763 по 1784 имелась Димитриевская церковь, потом приписана к Стефановской в Степановке.
Обозначено на карте 1812 года.

## Известные жители и уроженцы
- Личковаха, Василий Александрович (1924—?) — Герой Социалистического Труда.
- Черненко, Пётр Ефимович (1905—1975) — Герой Социалистического Труда.
- Сапьян, Василий Степанович (1921—?) — советский военный лётчик (1942—1945)[3].